# Сканография

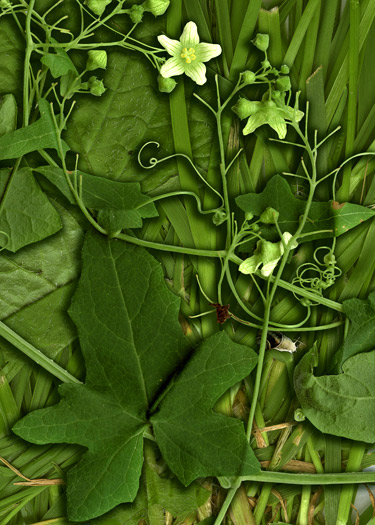
Сканограмма растений

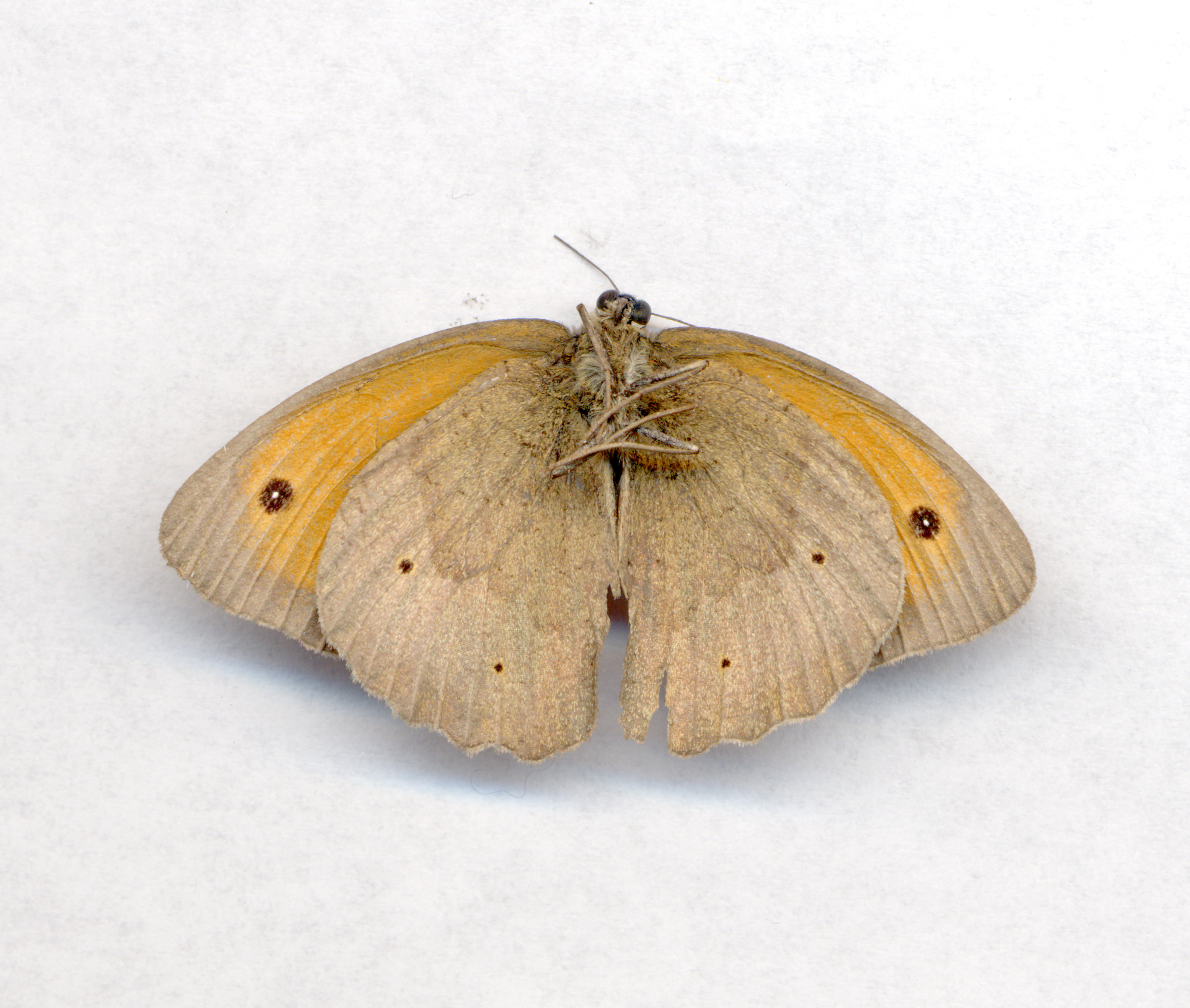
Бабочка

Сканография — сканированные и в последующем обработанные фоторедакторами на компьютере изображения, занимающие промежуточное место между фотографией и иллюстрацией. Основная идея заключается в том, что предметы размещаются прямо на стеклянной панели сканера и сканируются точно так же, как и обычные документы или рисунки. Изображение, полученное путем сканирования, называется сканограммой.

## Особенности
Сама по себе сканография тоже разрушила самое главное правило цифровой фотографии. При современном развитии компьютерных технологий для сканографии можно использовать практически любой сканер вместо фотоаппарата.
Несмотря на то, что сканеры изначально разрабатывались для получения копий с плоских оригиналов они, тем не менее, обладают определенной глубиной резкости (как правило это примерно 1-2 см). Ещё одной особенностью сканографии является потрясающая резкость по всему полю изображения. Объектив же фотокамеры выдает максимальную резкость в центре, а дальше её значение падает. Прежде всего Оптическое разрешение планшетного сканера может превышать 5000 пикселей на дюйм (200 пикселей на мм). А это, в свою очередь, даже при относительно низком разрешении 1200 точек на дюйм (47 точект / мм) превращает композицию формата А4 в снимок размером в 134 мегапикселя!

## Технология получения изображения
Но не стоит воспринимать сканографию как развлечение для начинающих. При всей кажущейся простоте это довольно сложный, с технической точки зрения, вид современного искусства. Если принцип действия всех сканеров одинаков, то техническое устройство может серьёзно различаться. Расположение и свойства источника света, характеристики призмы, качество стекла, геометрические характеристики системы зеркал. Все это привносит свои тонкие и очень важные особенности. Именно по этой причине в области сканографии получено очень мало универсальных рекомендаций. На отсутствие универсальных рекомендаций влияет и тот факт, что этот вид искусства довольно молод. Поэтому в сканографии пока не существует каких-либо определенных правил и канонов. Здесь даже самые смелые и неординарные эксперименты не смогут считаться отступлением от правил. Основой любого успешного результата здесь является эксперимент с расположением оригинала, или оригиналов, выбором параметров сканирования и расстановкой дополнительных источников света.

## Примеры работ
Отпечатки сканограмм Дэррила Каррена были выставлены в феврале 1997 года в Texas Woman’s University. На представлении серий «Сто ракушек» и «Сто цветов», Гарольда Файнштейна, сканограммы были размещены наравне с традиционными фотографиями автора. В 2008 году в Washington and Lee University (Лексингтон, штат Вирджиния) состоялась выставка «Сканер как камера». В ней были представлены работы восьми авторов из разных областей Соединенных Штатов. Из российских авторов сканографии можно отметить Светлану Пожарскую, Ольгу Патрину, Елену Кропаневу.